# Work (песня Jimmy Eat World)
Work — песня Jimmy Eat World с альбома Futures. Он является вторым синглом с альбома, Work был написан Джимом Эдкинсом и записан вместес с Лиз Фэр.
Work получил положительные отзывы от критиков и попал в Billboard Alternative Songs и UK Singles Chart. Также, Jimmy Eat World взяли эту песню для своих концертов.

## Предыстория
Work был написан, лидером Jimmy Eat World, Джимом Эдкинсом. Он сказал про песню: «Она о том, что вы знаете, но, что вы не должны делать… Что может быть о романтике…».
Лиз Фэр согласилась петь бэк-вокал на песню, после того, как группа сыграла для неё. Эдкинс позже сказал: «Мы все поклонники Лиз Фэр (особенно мы любим альбом Exile in Guyville), поэтому могут произойти странные вещи. Она очень сексуальна. Она была очень крутой, чтобы работать. Сначала, она не хотела петь, поэтому мы „охотились“ на неё через знакомых в Лос-Анджелесе. Мы показали ей песню, ей очень понравилась, поэтому она „спустилась“ и мы пели вместе».

## Критика

### Музыкальные журналы
«Work» получил похвалы от музыкальных критиков. Он был назван «классикой», также, он был описан как «песню специально для подростковой фантазии». Тим Сендра из Allmusic отметил, что песня отображает сладкую мелодичность группы. Тем не менее, Тони Трейдес назвал его эмо треком, который показывае темную сторону Jimmy Eat World. Кэрри Пирс из The Battalion писала: «Жемчужиной (Futures) является Work, запоминающаяся песня, благодаря бэк-вокалу Лиз Фэйр. Жаль, что едва можно услышать Фэйр… Но текст восполняет этот недостаток. Трек запомнится в вашей голове, но не так глубоко».

### Места в чартах
Work является вторым синглом с альбома Futures. В США он оставался на Billboard Alternative Songs 21 неделю, достигнув 6 места 19 марта 2005 года. Песня два раза попала на UK Singles Chart и достигла 49 места 9 апреля 2005 года.

## ВСМИ
Песня была сыграна в телесериалах Холм одного дерева и Сплетница.

## Видеоклип
Клип на Work был снят в Медисонской Западной Старшей Школе в городе Мадисон, штат Висконсин. Клип показывает интервью с некоторыми из учеников школы, которые говорят о своем будущем и своей жизни после окончания школы. Ещё студентов показали в течение учебного дня, а также после школы: как они катались скейтборде, разбивали телевизоры и ходили на вечеринки. На видео также есть группа, играющая под деревом в поле.
Режиссёр музыкального видео Марк Уэбб, вырос в Мадисоне и учился в Медисонской Западной Старшей Школе.

## Выступления
Jimmy Eat World включил Work в их выступления с 2004 года. В ноябре 2004 года они сыграли акустическую версию песни в студии Live 105. Айдин Вазири из San Francisco Chronicle пишет, что простая акустическая настройка добавлена в песню.

## Список композиций
| №  | Название                        | Длительность |
| -- | ------------------------------- | ------------ |
| 1. | «Work»                          |              |
| 2. | «Drugs Or Me» (Styrofoam remix) |              |
| 3. | «Work» (Acoustic)               |              |
| 4. | «Work» (Video)                  |              |

## Чарты
| Чарты                            | Места в чарте |
| -------------------------------- | ------------- |
| U.S. Billboard Alternative Songs | 6             |
| UK Singles                       | 49            |